# Ganodes balteatus
Ganodes balteatus là một loài tò vò trong họ Ichneumonidae.